# Беляев, Евгений Николаевич
Евгений Николаевич Беляев (22 октября 1937, Песковка — 25 января 2021) — советский и российский медицинский и государственный деятель, главный государственный санитарный врач РСФСР и России (1990—1996). Один из основателей экологического движения «Кедр» (ныне — Российская экологическая партия «Зелёные»), заместитель главного врача ФБУЗ «Федеральный центр гигиены и эпидемиологии». Кавалер Ордена Почёта.

## Биография
Родился в посёлке городского типа Песковке Кировской области РСФСР 22 октября 1937 года. В 1955—1961 годах учился в Пермском медицинском институте (сейчас — Пермская государственная медицинская академия). С 1961 года работает в органах санитарно-эпидемического надзора города Перми.
В 1961—1965 — санитарный врач по гигиене Пермской областной санитарно-эпидемической станции.
В 1965—1969 — заведующий санитарно-гигиеническим отделом Пермской области, заместитель главного санитарного врача.
В 1969—1971 — руководитель городской санэпидемстанции Перми, главный санитарный врач города Пермь.
С 1971 по 1975 год находился на партийной работе. Инструктор административного отдела Пермского обкома КПСС.
С 1975 — вновь главный санитарный врач и глава горсанэпидемстанции Перми. Занимал должность до 1986 года.
В 1986—1990-х гг. — заместитель министра здравоохранения РСФСР (министром в это время был А. И. Потапов), заместитель руководителя главного государственного санитарно-эпидемического управления РСФСР.
С 1990 по май 1991 года — заместитель министра здравоохранения РСФСР, главный государственный санитарный врач РСФСР, с мая по декабрь 1991 года — глава государственного комитета РСФСР по санитарно-эпидемиологическому надзору. В мае 1992 года назначен первым Главным государственным санитарным врачом Российской Федерации.
В 1996 году был освобождён от должности за «ненадлежащее исполнение возложенных на него обязанностей, допущенные нарушения законодательства и нецелевое использование средств федерального бюджета». После Беляева пост занял Г. Г. Онищенко.
В 1997 году назначен главным врачом Федерального центра Госсанэпиднадзора Министерства здравоохранения РФ.
До 2021 года являлся первым заместителем главного врача Федерального бюджетного учреждения здравоохранения «Федеральный центр гигиены и эпидемиологии» (ФБУЗ «ФЦГиЭ»). Курировал проблемы научной деятельности учреждений и Ученого совета Федеральной службы по надзору в сфере защиты прав потребителей и благополучия человека, взаимодействие Федерального центра гигиены и эпидемиологии с научными учреждениями Российской академии наук, Российской академии медицинских наук, Роспотребнадзора и другими научными учреждениями по вопросам санэпидблагополучия населения Российской Федерации, подготовку научных кадров в сфере деятельности Роспотребнадзора и другие вопросы.
Награждён орденом Почёта.
Скончался Евгений Николаевич Беляев на 84-м году жизни 25 января 2021 года. Похоронен в Москве на Котляковском кладбище (участок 59а).

## Научная деятельность
Доктор медицинских наук, профессор, член-корреспондент РАМН, академик Академии проблем безопасности, обороны и правопорядка, академик Международной академии информатизации. Способствовал координации деятельности при организации научных съездов, симпозиумов, конференций, совещаний в сфере санэпидблагополучия населения Российской Федерации. Возглавлял кафедру социальной гигиены и организации санэпидслужбы с курсом основ лабораторного дела Медико-профилактического факультета последипломного профессионального образования Московской медицинской академии им. И. М. Сеченова.

## Политическая деятельность
В 1993 году участвовал в создании Конструктивно-экологического движения «Кедр». Баллотировался в Государственную Думу РФ первого созыва по федеральному списку движения «Кедр» под четвёртым номером. В Госдуму не прошёл, поскольку движение не преодолело пятипроцентного барьера. В ноябре 1994 года вошел в Центральный совет Экологической партии «Кедр», созданной на основе одноимённого движения.

## Личная жизнь
Был женат, имел дочь.